# Abus 35
Abus 35 est un album compilation de musique rock. Il fait partie de la série des albums CD offerts avec l'achat du magazine français Abus Dangereux. Cet opus 35 était vendu avec le numéro 47 du magazine, daté de juillet-septembre 1996

## Liste des titres
1. Chokebore - One Easy Pieces (live)
2. Hint / Portobello Bones - Hod (Distorted Pony)
3. TV Killers - 12 XU
4. Cheralee Dillon - Gérard Depardieu
5. Trivia - Tattoo me a Bye

## Commentaires
Cet enregistrement fait partie d'une série de CD offert avec le magazine français Abus Dangereux.
La chanson de Chokebore One Easy Pieces'' a été enregistrée lors d'un concert du groupe en Finlande en mai 1996. La version studio de cette chanson se trouve sur l'album A Taste for Bitters.